# 迈泽瑙吉米哈伊
迈泽瑙吉米哈伊，是匈牙利包尔绍德-奥包乌伊-曾普伦州所辖的一个村。总面积61.88平方公里，总人口1050，人口密度17.0人/平方公里（2011年1月1日）。